# Îlots Les Éclaireurs
Les îlots Les Éclaireurs est un petit archipel d'îlots, situés dans le canal Beagle, côté territorial argentin, à l'Est de la baie d'Ushuaïa. Les Amérindiens Yamanas les nommèrent Kashuna.
Ils ont été ainsi nommés par le capitaine de frégate Louis-Ferdinand Martial, commandant La Romanche lors d'une expédition scientifique française en septembre 1882.
Composés de plusieurs îlots, celui de Los Lobos héberge une colonie de cormorans et de lions de mer. Il possède un phare éponyme à son extrémité Est.